# Via Veneto

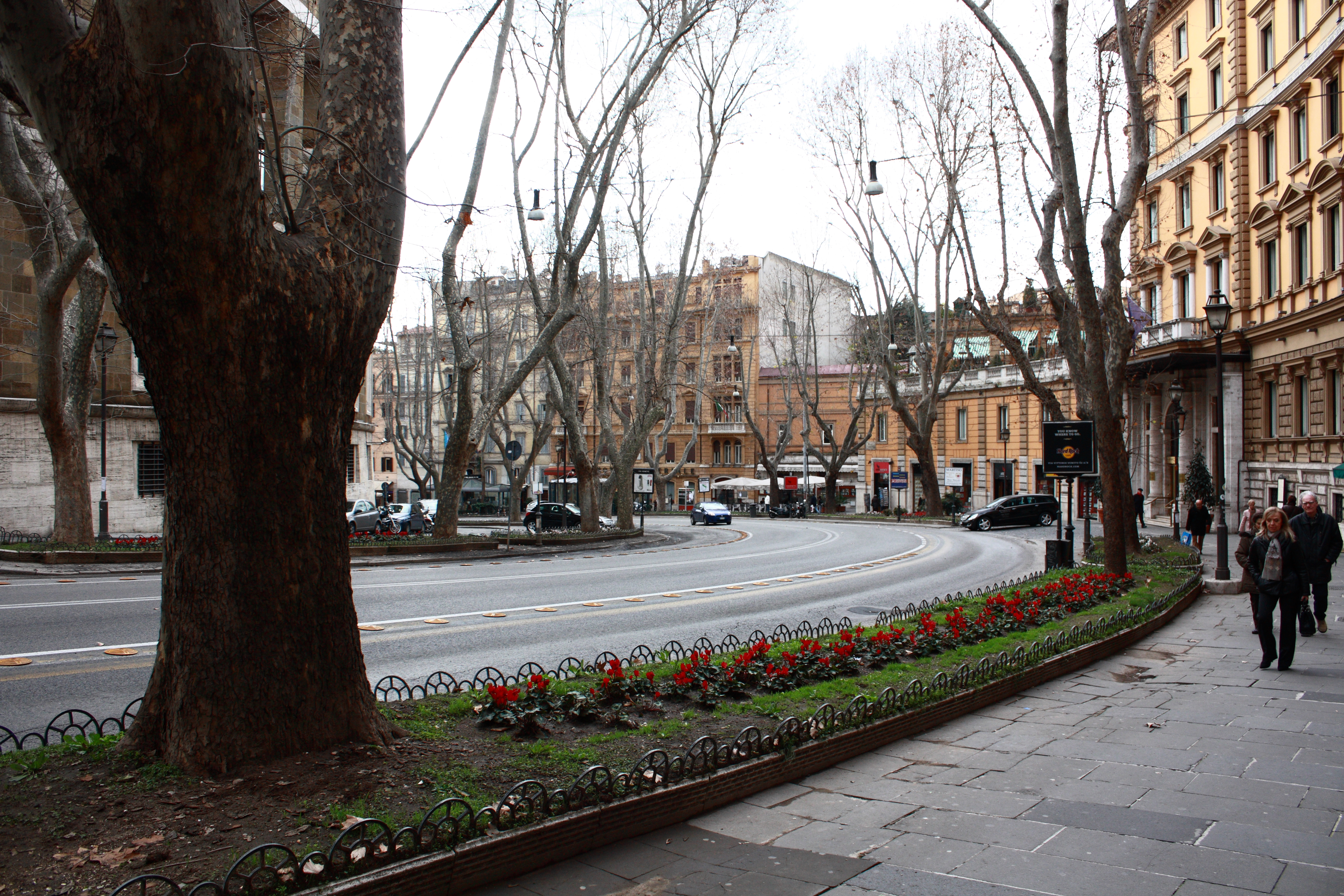
Via Veneto.

Via Vittorio Veneto, chamada simplesmente de Via Veneto, é uma das mais famosas, elegantes e caras ruas de Roma, Itália. Seu nome é uma referência à Batalha de Vittorio Veneto (1918), uma decisiva vitória italiana na Primeira Guerra Mundial. O clássico La Dolce Vita, de Federico Fellini, se passa na região à volta da Via Veneto.

## História

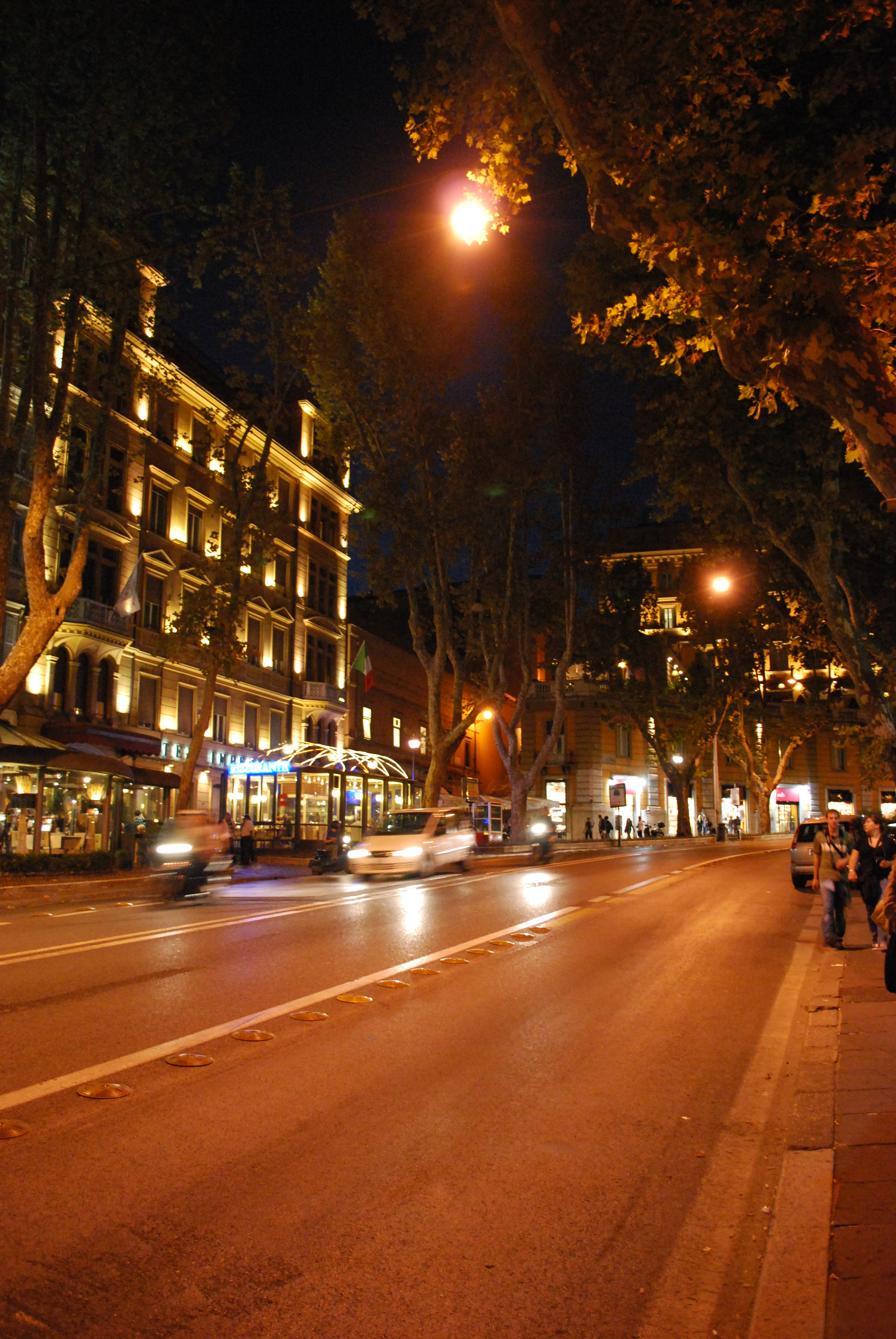
Via Veneto à noite.

Inicialmente, assim como outras ruas no rione Ludovisi, a Via Veneto era dedicada a uma região italiana, no caso, ao Vêneto. Depois da Primeira Guerra, o nome foi alterado para comemorar a famosa batalha. A rua em si foi construída na década de 1880, durante uma bolha de investimentos em imóveis que se seguiu à anexação de Roma ao novo Reino da Itália. Nas décadas de 1950 e 1960, a Via Veneto ganhou fama internacional como centro da "la dolce vita" ("vida doce"), quando seus bares e restaurantes passaram a atrair estrelas de Hollywood e personalidades do jet set, como Audrey Hepburn, Anita Ekberg, Anna Magnani, Gary Cooper, Orson Welles, Tennessee Williams, Jean Cocteau e Coco Chanel. O filme homônimo de Fellini imortalizou este estilo de vida super-ativo, marcado pelas luzes da noite e pelas buzinas do trânsito lento. Alguns dos cafés e hotéis cinco estrelas mais famosos de Roma, como Café Paris, Harry's Bar, Regina Hotel Baglioni, The Westin Excelsior estão na Via Veneto. A Embaixada dos Estados Unidos em Roma, no Palazzo Margherita, fica nesta avenida.

## Monumentos
Entre os principais monumentos na Via Veneto estão:
- Fontana delle Api
- Santa Maria della Concezione dei Cappuccini
- Palazzo Margherita
- Porta Pinciana